# Referendo para a ratificação da Constituição espanhola de 1978
O Referendo para a ratificação da Constituição espanhola ocorreu na Espanha a 6 de Dezembro de 1978; em ele perguntava-se aos espanhóis sobre a aprovação da nova Constituição espanhola de 1978 aprovada nas Cortes. A pergunta  foi "Aprova o Projeto de Constituição?". O resultado final foi a aprovação do projeto constituinte, ao receber o apóio de 88,54% dos votantes.

## Resultados
- Censo: 26.632.180 eleitores
- Votos contabilizados: 17.873.301 votantes (67,11%)
- Votos a favor: 15.706.078 milhões (88,54%)
- Votos contra: 1.400.505 milhões (7,89%)
- Votos em branco: 632.902 (3,57 %)
- Votos nulos: 133.786 (0,75 %)